# Harai goshi
Harai goshi (払腰) é um dos 40 Nage waza originais de Judo como desenvolvido por Jigoro Kano. Pertence ao segundo grupo, Dai nikyo, da lista de projeções tradicionais, Gokyo (no waza), de Judo Kodokan. Também faz parte das atuais 67 Projeções de Kodokan Judo. É classificado como uma técnica de anca, Koshi-waza. Harai goshi também é uma das 20 técnicas na lista Nagete de Danzan ryu como também uma das 18 projeções no sistema de artes marciais Kar-do-Jitsu-Ryu. Termos em inglês incluem "Sweeping hip throw" (Projeção varrida de anca) e "Hip Sweep" (Varrida de anca).

## Também ver
- Técnicas do judô